# Bellebrune
Bellebrune est une commune française située dans le département du Pas-de-Calais en région Hauts-de-France. Ses habitants sont appelés les Bellebrunois. La commune est membre de la communauté de communes de Desvres - Samer.
Le territoire de la commune est situé dans le parc naturel régional des Caps et Marais d'Opale.

## Géographie

### Localisation
Localisée dans le nord-ouest du département du Pas-de-Calais,Bellebrune est une commune de la vallée du fleuve côtier le Wimereux, qui se situe à 11 km au nord-ouest de Desvres et à 14 km à l'est de Boulogne-sur-Mer (chef-lieu d'arrondissement),.
Le territoire de la commune est limitrophe de ceux de sept communes.
Les communes limitrophes sont Colembert, Le Wast, La Capelle-lès-Boulogne, Alincthun, Baincthun, Belle-et-Houllefort et Crémarest.

### Géologie et relief
La superficie de la commune est de 5,32 km2 ; son altitude varie de 38  à   105 mètres.
Le territoire est inclus dans la boutonnière du Boulonnais. Au nord-ouest de l'Artois, cette dépression constituée de Monts et vallées présente des sols à dominante argileuse. L'altitude moyenne de la commune est donc assez faible, variant de 38 mètres au nord, à 105 mètres au sud du village, sur une crête des collines du Boulonnais constituant la limite entre les bassins de la Liane et du Wimereux.

### Hydrographie
Le territoire de la commune est situé dans le bassin Artois-Picardie.
La commune est traversée par sept cours d'eau :
- le Wimereux, qui passe au nord de la commune, fleuve côtier d'une longueur de 22,1 km, qui prend sa source dans la commune de Colembert et se jette dans la Manche à Wimereux[5] ;
- la Vignette, d'une longueur de 4,22 km, qui prend sa source dans la commune de Baincthun et se jette dans le Wimereux au niveau de la commune de Belle-et-Houllefort[6] ;
- le ruisseau de la fosse corniche, d'une longueur de 3,28 km, qui prend sa source dans la commune de Colembert et se jette dans le Wimereux au niveau de la commune[7] ;
- le ruisseau d'étienfort, d'une longueur de 2,24 km[8] ;
- le ruisseau la Prêle, d'une longueur de 2,14 km, qui prend sa source dans la commune de Bellebrune et se jette dans la Vignette au niveau de la commune de Belle-et-Houllefort[9] ;
- le ruisseau de Bellebrune, d'une longueur de 1,86 km, qui prend sa source dans la commune de Crémarest et conflue dans le ruisseau la Prêle au niveau de la commune de Belle-et-Houllefort[10] ;
- le Château de la Villeneuve, d'une longueur de 0,78 km[11].

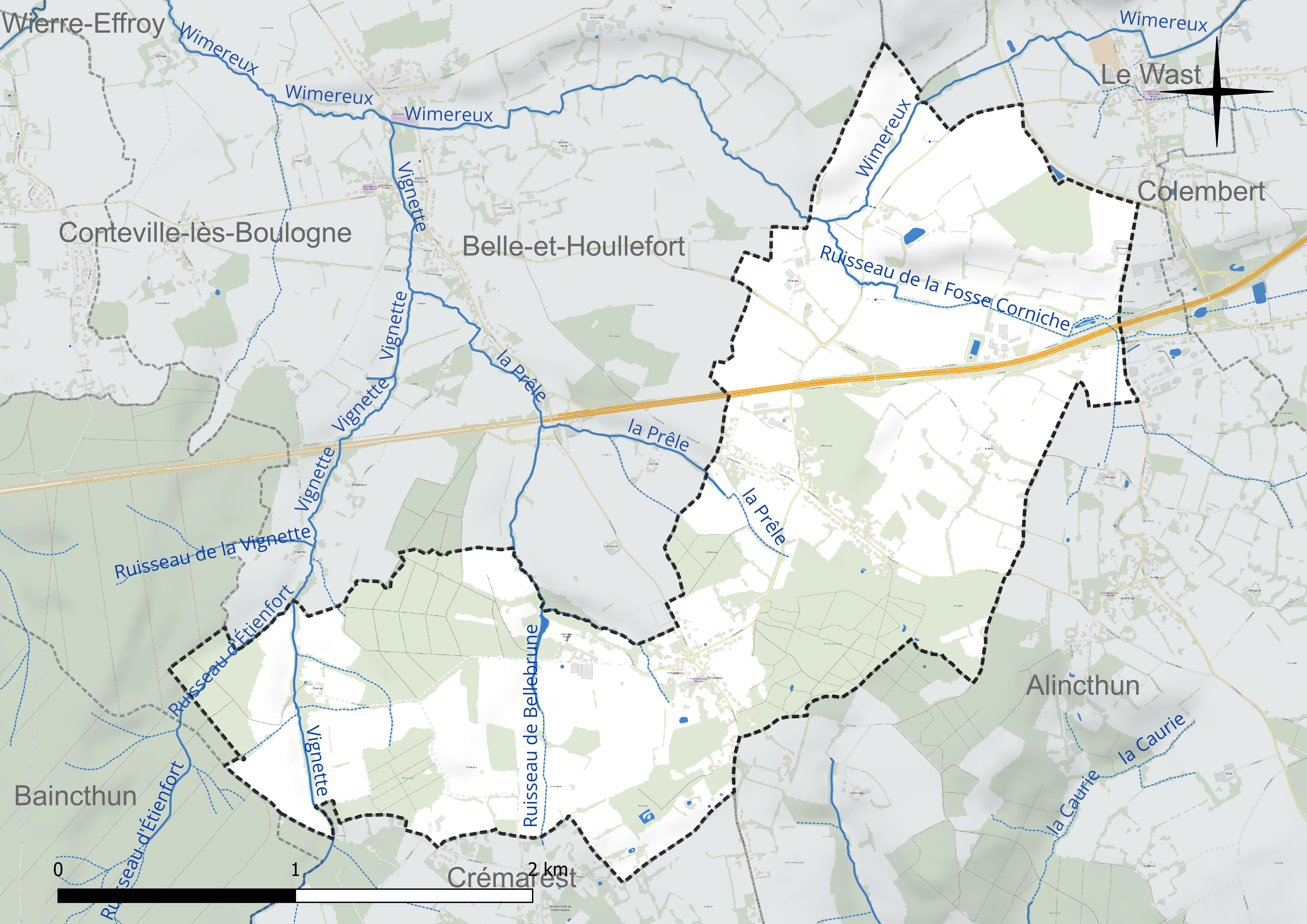
Réseau hydrographique de Bellebrune.

### Climat
Pour des articles plus généraux, voir Climat des Hauts-de-France et Climat du Pas-de-Calais.
En 2010, le climat de la commune est de type climat océanique franc, selon une étude du CNRS s'appuyant sur une série de données couvrant la période 1971-2000. En 2020, Météo-France publie une typologie des climats de la France métropolitaine dans laquelle la commune est exposée à un climat océanique et est dans la région climatique Côtes de la Manche orientale, caractérisée par un faible ensoleillement (1 550 h/an) ; forte humidité de l’air (plus de 20 h/jour avec humidité relative > 80 % en hiver), vents forts fréquents.
Pour la période 1971-2000, la température annuelle moyenne est de 10,1 °C, avec une amplitude thermique annuelle de 13,3 °C. Le cumul annuel moyen de précipitations est de 910 mm, avec 13 jours de précipitations en janvier et 8,4 jours en juillet. Pour la période 1991-2020, la température moyenne annuelle observée sur la station météorologique la plus proche, située sur la commune de Boulogne-sur-Mer à 11 km à vol d'oiseau, est de 11,2 °C et le cumul annuel moyen de précipitations est de 824,5 mm,. Pour l'avenir, les paramètres climatiques de la commune estimés pour 2050 selon différents scénarios d'émission de gaz à effet de serre sont consultables sur un site dédié publié par Météo-France en novembre 2022.

### Paysages
Pour un article plus général, voir Paysage en France.
La commune s'inscrit dans les « paysages boulonnais » tels qu'ils sont définis dans l'atlas de paysages de la région Nord-Pas-de-Calais, conçu par la direction régionale de l'Environnement, de l'Aménagement et du Logement (DREAL),.
Les « paysages boulonnais » qui concernent 66 communes, se délimitent : au nord, par les paysages des coteaux calaisiens et du Pays de Licques, à l’est, par le paysage du Haut pays d'Artois, et au sud, par les paysages Montreuillois.
Les « paysages boulonnais », constitués d'une boutonnière bordée d'une cuesta définissant un pays d'enclosure, sont essentiellement un paysage bocager composé de 47 % de son sol en herbe ou en forêt et de 31 % en herbage, avec, dans le sud et l'est, trois grandes forêts, celle de Boulogne, d'Hardelot et de Desvres et, au nord, le bassin de carrière avec l'extraction de la pierre de Marquise depuis le Moyen Âge et de la pierre marbrière dont l'extraction s'est développée au XIXe siècle.
La boutonnière est formée de trois ensembles écopaysagers : le plateau calcaire d'Artois qui forme le haut Boulonnais, la boutonnière qui forme la cuvette du bas Boulonnais et la cuesta formée d'escarpements calcaires.
Dans ces paysages, on distingue trois entités : 
- les vastes champs ouverts du Haut Boulonnais ;
- le bocage humide dans le Bas Boulonnais ;
- la couronne de la cuesta avec son dénivelé important et son caractère boisé[19].

### Milieux naturels et biodiversité

#### Espace protégé
La protection réglementaire est le mode d’intervention le plus fort pour préserver des espaces naturels remarquables et leur biodiversité associée.
le parc naturel régional des Caps et Marais d'Opale, d’une superficie de 132 499 ha réparties sur 154 communes, géré par le syndicat mixte d'aménagement et de gestion du parc naturel régional des Caps et Marais d'Opale.

#### Zones naturelles d'intérêt écologique, faunistique et floristique
L’inventaire des zones naturelles d'intérêt écologique, faunistique et floristique (ZNIEFF) a pour objectif de réaliser une couverture des zones les plus intéressantes sur le plan écologique, essentiellement dans la perspective d’améliorer la connaissance du patrimoine naturel national et de fournir aux différents décideurs un outil d’aide à la prise en compte de l’environnement dans l’aménagement du territoire.
Le territoire communal de Bellebrune comprend quatre ZNIEFF de type 1 :
- la forêt domaniale de Boulogne-sur-Mer et ses lisières. La forêt domaniale de Boulogne-sur-Mer s’étend entre la RN 42 et la RN 1, en arrière de l’agglomération de Boulogne-sur-Mer. Elle appartient au vaste complexe bocager et forestier de la Liane et du bas-Boulonnais[22] ;
- la vallée du Wimereux entre Wimille et Belle-et-Houllefort. Cette partie de la vallée du Wimereux, située au nord de la RN 42, en marge de la cuvette du bas Boulonnais, marque les limites entre les terrains jurassiques et le bassin calcaire de Marquise-Rinxent[23] ;
- le bocage et bois de Bellebrune. Le site est constitué d’un ensemble forestier et d’un complexe bocager établis l’un et l’autre sur les argiles et marnes de l’Oxfordien. La géomorphologie est assez plane malgré quelques vallonnements[24] ;
- le réservoir biologique du Wimereux. À l’instar de la Liane, le Wimereux est un bassin côtier qui présente un intérêt majeur pour les migrateurs amphihalins.[25].

et une ZNIEFF de type 2 :
le complexe bocager du Bas-Boulonnais et de la Liane. Le complexe bocager du bas-Boulonnais et de la Liane s’étend entre Saint-Martin-Boulogne et Saint-Léonard à l’ouest et Quesques et Lottinghen à l’est. Il correspond à la cuvette herbagère du bas-Boulonnais.

Carte des ZNIEFF de type 1 et 2 sur la commune
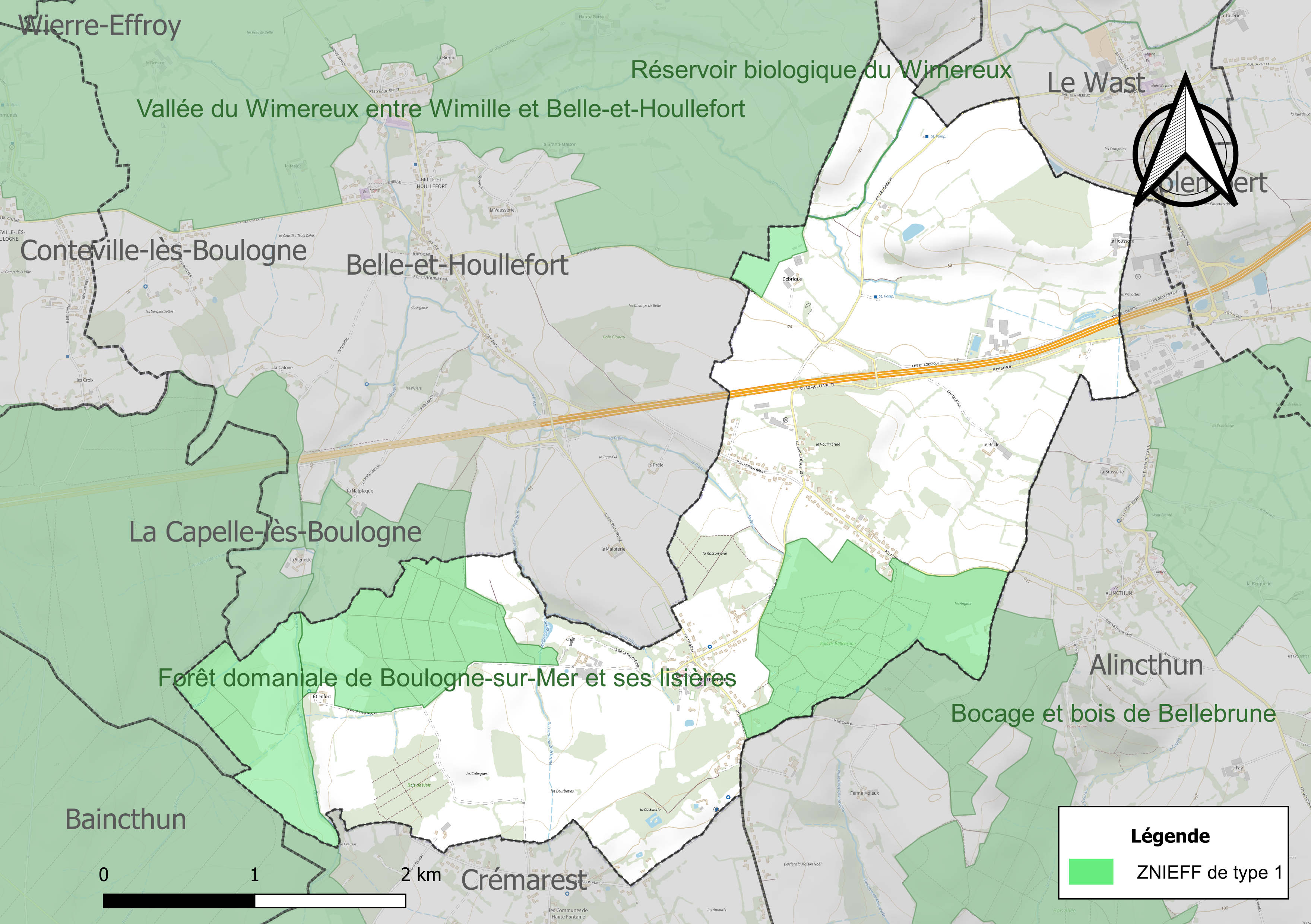
Carte des ZNIEFF de type 1 sur la commune.
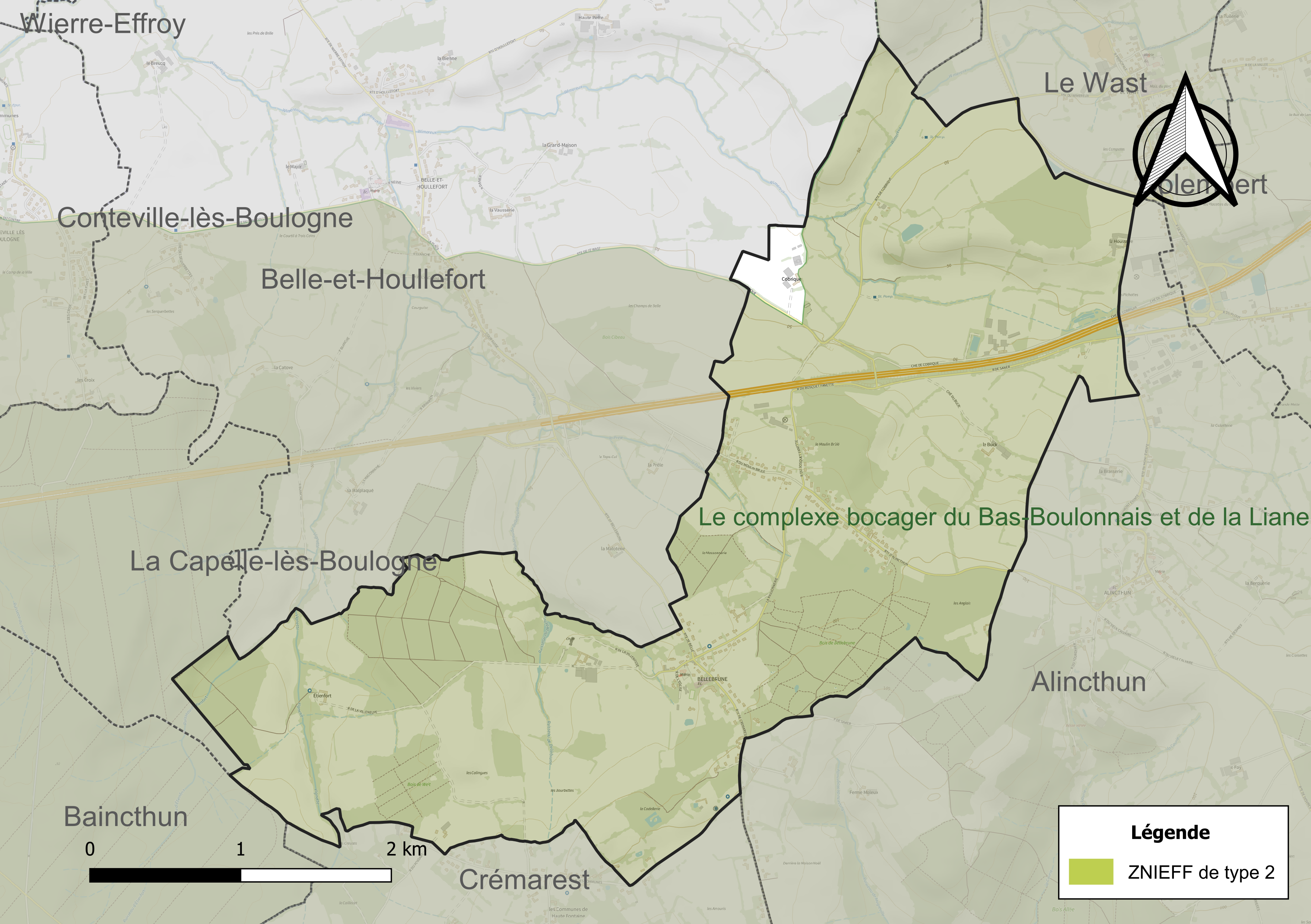
Carte de la ZNIEFF de type 2 sur la commune.

## Urbanisme

### Typologie
Au 1er janvier 2024, Bellebrune est catégorisée commune rurale à habitat dispersé, selon la nouvelle grille communale de densité à sept niveaux définie par l'Insee en 2022.
Elle est située hors unité urbaine. Par ailleurs la commune fait partie de l'aire d'attraction de Boulogne-sur-Mer, dont elle est une commune de la couronne,. Cette aire, qui regroupe 80 communes, est catégorisée dans les aires de 50 000 à moins de 200 000 habitants,.

### Occupation des sols
L'occupation des sols de la commune, telle qu'elle ressort de la base de données européenne d’occupation biophysique des sols Corine Land Cover (CLC), est marquée par l'importance des territoires agricoles (82,6 % en 2018), une proportion identique à celle de 1990 (82,6 %). La répartition détaillée en 2018 est la suivante : 
terres arables (35,3 %), prairies (31,7 %), forêts (17,4 %), zones agricoles hétérogènes (15,5 %), zones urbanisées (0,1 %). L'évolution de l’occupation des sols de la commune et de ses infrastructures peut être observée sur les différentes représentations cartographiques du territoire : la carte de Cassini (XVIIIe siècle), la carte d'état-major (1820-1866) et les cartes ou photos aériennes de l'IGN pour la période actuelle (1950 à aujourd'hui).

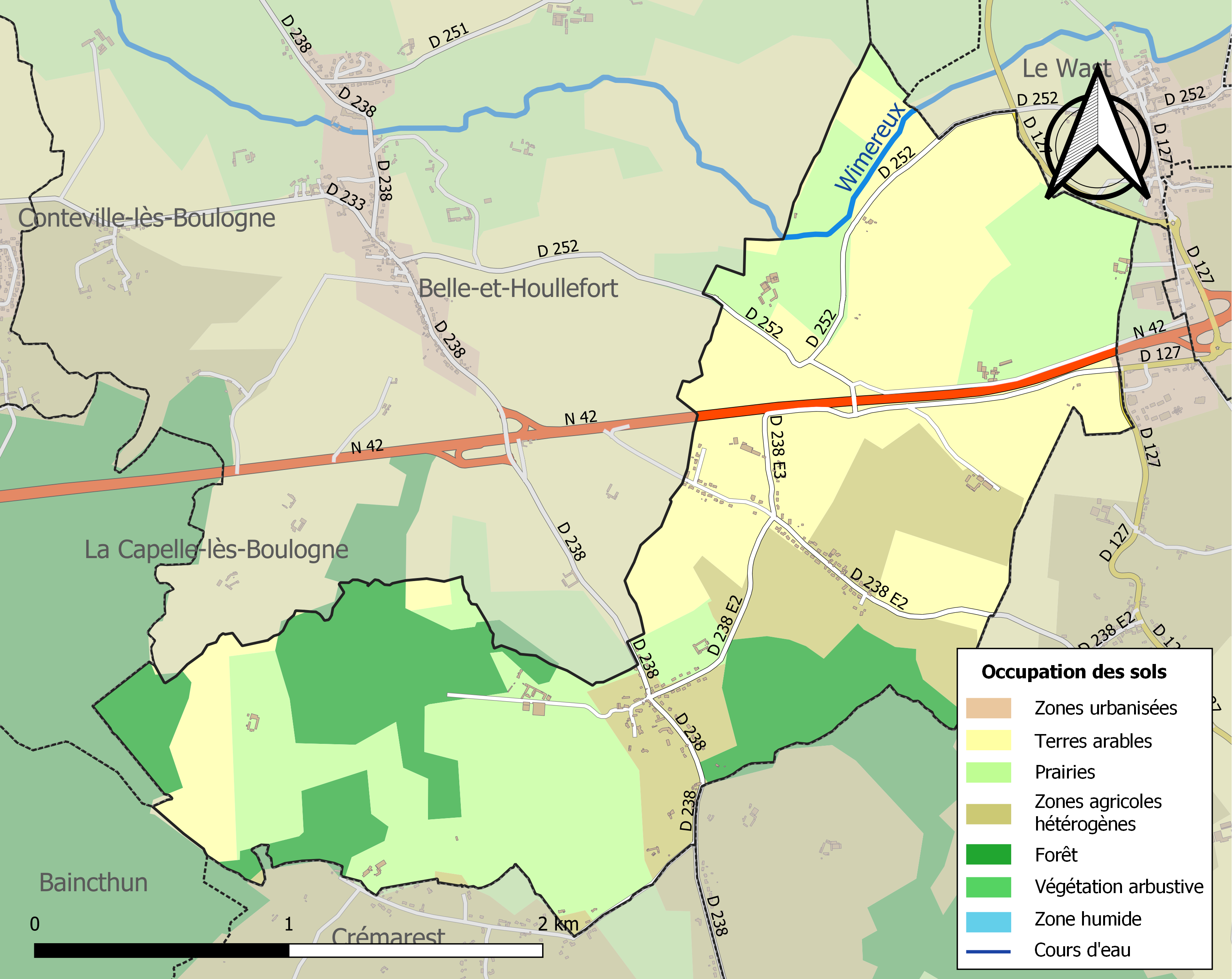
Carte des infrastructures et de l'occupation des sols de la commune en 2018 (CLC).

### Voies de communication et transports

#### Voies de communication
La commune est desservie par les routes départementales D 238 et D 252, est traversée dans sa partie nord par la RN 42, reliant Boulogne-sur-Mer et Saint-Omer, et se situe à 10 km de l'autoroute A 16 reliant la région parisienne à la frontière avec la Belgique,.

#### Transport ferroviaire
La commune se trouve à 15 km de la gare de Boulogne-Ville, située sur les lignes de Longueau à Boulogne-Ville et de Boulogne-Ville à Calais-Maritime. C'est une gare de la Société nationale des chemins de fer français (SNCF), desservie par des trains des réseaux TGV inOui, TERGV et TER Hauts-de-France.

## Toponymie
Le nom de la localité est attesté sous les formes Bere Bronna (1116), Bellebrona (vers 1157), Belebrunna (1172), Belebrone (1206), Bereborna (XIIIe siècle), Bielbrone (1301), Belleborne et Bellebourne (1346), Verbronne (XIVe siècle, Bellebroune (1479), Belbronne (1553),  Bellebrune depuis 1793.
Ernest Nègre avance l'hypothèse de l'anthroponyme germanique Bero suivi de brunna « source », donnant la « source de Bero », où Bero subit l'attraction de l'oïl belle puis fut francisé au fil du temps en Belle brune.
Bellebronne en flamand.
Bellebrune est membre de l'Association des communes de France aux noms burlesques et chantants.

## Histoire
Bellebrune était autrefois l'une des douze baronnies du comté de Boulogne.

## Politique et administration

### Découpage territorial
La commune se trouve dans l'arrondissement de Boulogne-sur-Mer du département du Pas-de-Calais depuis 1801.

#### Commune et intercommunalités
La commune est membre de la communauté de communes de Desvres - Samer qui regroupe 31 communes et totalise 23 221 habitants en 2021.

#### Circonscriptions administratives
La commune faisait partie du canton de Henneveux en 1793 et est rattachée au canton de Desvres depuis 1801.

#### Circonscriptions électorales
Pour l'élection des députés, la commune fait partie de la sixième circonscription du Pas-de-Calais.

### Élections municipales et communautaires

#### Liste des maires
| Période                                  | Période      | Identité            | Étiquette | Qualité |
| ---------------------------------------- | ------------ | ------------------- | --------- | --- |
| Les données manquantes sont à compléter. |              |                     |           | |
| 1959                                     | 1971         | Gabriel de Prémont  |           | Agriculteur |
| 1971                                     | 28 mars 2014 | Brigitte de Prémont | UMP       | Députée du Pas-de-Calais (1995 → 1997) Conseiller général du canton de Desvres (1992 → 1998 et 2001 → 2004) Belle-fille du précédent |
| 28 mars 2014,                            | En cours     | Christophe Guche    |           | Comptable Réélu pour le mandat 2020-2026,                                                                                            |

### Politique environnementale
En janvier 2013, Bellebrune a obtenu pour 4 ans un label et quatre étoiles au concours « Villes et Villages étoilés ».

## Équipements et services publics

### Justice, sécurité, secours et défense
La commune dépend du tribunal judiciaire de Boulogne-sur-Mer, du conseil de prud'hommes de Boulogne-sur-Mer, de la cour d'appel de Douai, du tribunal de commerce de Boulogne-sur-Mer, du tribunal administratif de Lille, de la cour administrative d'appel de Douai, , de la cour administrative d'appel de Douai et du tribunal pour enfants de Boulogne-sur-Mer.

## Population et société

### Démographie
Les habitants de la commune sont appelés les Bellebrunois.

#### Évolution démographique
L'évolution du nombre d'habitants est connue à travers les recensements de la population effectués dans la commune depuis 1793. Pour les communes de moins de 10 000 habitants, une enquête de recensement portant sur toute la population est réalisée tous les cinq ans, les populations de référence des années intermédiaires étant quant à elles estimées par interpolation ou extrapolation. Pour la commune, le premier recensement exhaustif entrant dans le cadre du nouveau dispositif a été réalisé en 2004.

En 2022, la commune comptait 429 habitants, en évolution de +12,3 % par rapport à 2016 (Pas-de-Calais : −0,72 %, France hors Mayotte : +2,11 %).
| 1793 | 1800 | 1806 | 1821 | 1831 | 1836 | 1841 | 1846 | 1851 |
| ---- | ---- | ---- | ---- | ---- | ---- | ---- | ---- | ---- |
| 170  | 106  | 110  | 204  | 197  | 218  | 194  | 179  | 184  |

| 1856 | 1861 | 1866 | 1872 | 1876 | 1881 | 1886 | 1891 | 1896 |
| ---- | ---- | ---- | ---- | ---- | ---- | ---- | ---- | ---- |
| 203  | 215  | 220  | 193  | 166  | 155  | 197  | 178  | 183  |

| 1901 | 1906 | 1911 | 1921 | 1926 | 1931 | 1936 | 1946 | 1954 |
| ---- | ---- | ---- | ---- | ---- | ---- | ---- | ---- | ---- |
| 197  | 189  | 192  | 157  | 165  | 153  | 160  | 167  | 156  |

| 1962 | 1968 | 1975 | 1982 | 1990 | 1999 | 2004 | 2006 | 2009 |
| ---- | ---- | ---- | ---- | ---- | ---- | ---- | ---- | ---- |
| 161  | 150  | 158  | 171  | 179  | 246  | 304  | 327  | 342  |

| 2014 | 2019 | 2022 | - | - | - | - | - | - |
| ---- | ---- | ---- | - | - | - | - | - | - |
| 366  | 432  | 429  | - | - | - | - | - | - |

#### Pyramide des âges
En 2018, le taux de personnes d'un âge inférieur à 30 ans s'élève à 38,5 %, soit au-dessus de la moyenne départementale (36,7 %). À l'inverse, le taux de personnes d'âge supérieur à 60 ans est de 16,9 % la même année, alors qu'il est de 24,9 % au niveau départemental.
En 2018, la commune comptait 214 hommes pour 202 femmes, soit un taux de 51,44 % d'hommes, largement supérieur au taux départemental (48,5 %).
Les pyramides des âges de la commune et du département s'établissent comme suit.
| Hommes | Classe d’âge | Femmes |
| ------ | ------------ | ------ |
| 0,0    | 90 ou +      | 0,3    |
| 2,7    | 75-89 ans    | 3,7    |
| 12,9   | 60-74 ans    | 14,1   |
| 20,0   | 45-59 ans    | 18,4   |
| 22,1   | 30-44 ans    | 29,1   |
| 14,8   | 15-29 ans    | 14,8   |
| 27,5   | 0-14 ans     | 19,6   |

| Hommes | Classe d’âge | Femmes |
| ------ | ------------ | ------ |
| 0,5    | 90 ou +      | 1,6    |
| 5,6    | 75-89 ans    | 8,9    |
| 16,7   | 60-74 ans    | 18,1   |
| 20,2   | 45-59 ans    | 19,2   |
| 18,9   | 30-44 ans    | 18,1   |
| 18,2   | 15-29 ans    | 16,2   |
| 19,9   | 0-14 ans     | 17,9   |

### Sports et loisirs
L'année 2024 voit se dérouler la 7e édition, avec 260 participants, de la « Belleb'Run », une course à pied de douze kilomètres en pleine nature.

## Culture locale et patrimoine

### Lieux et monuments

#### Monument historique
- Le château de la Villeneuve fait l’objet d’une inscription au titre des monuments historiques depuis le 22 janvier 1988[54].

#### Autres monuments
- L'église Saint-Leu.

Vues d'ensemble.
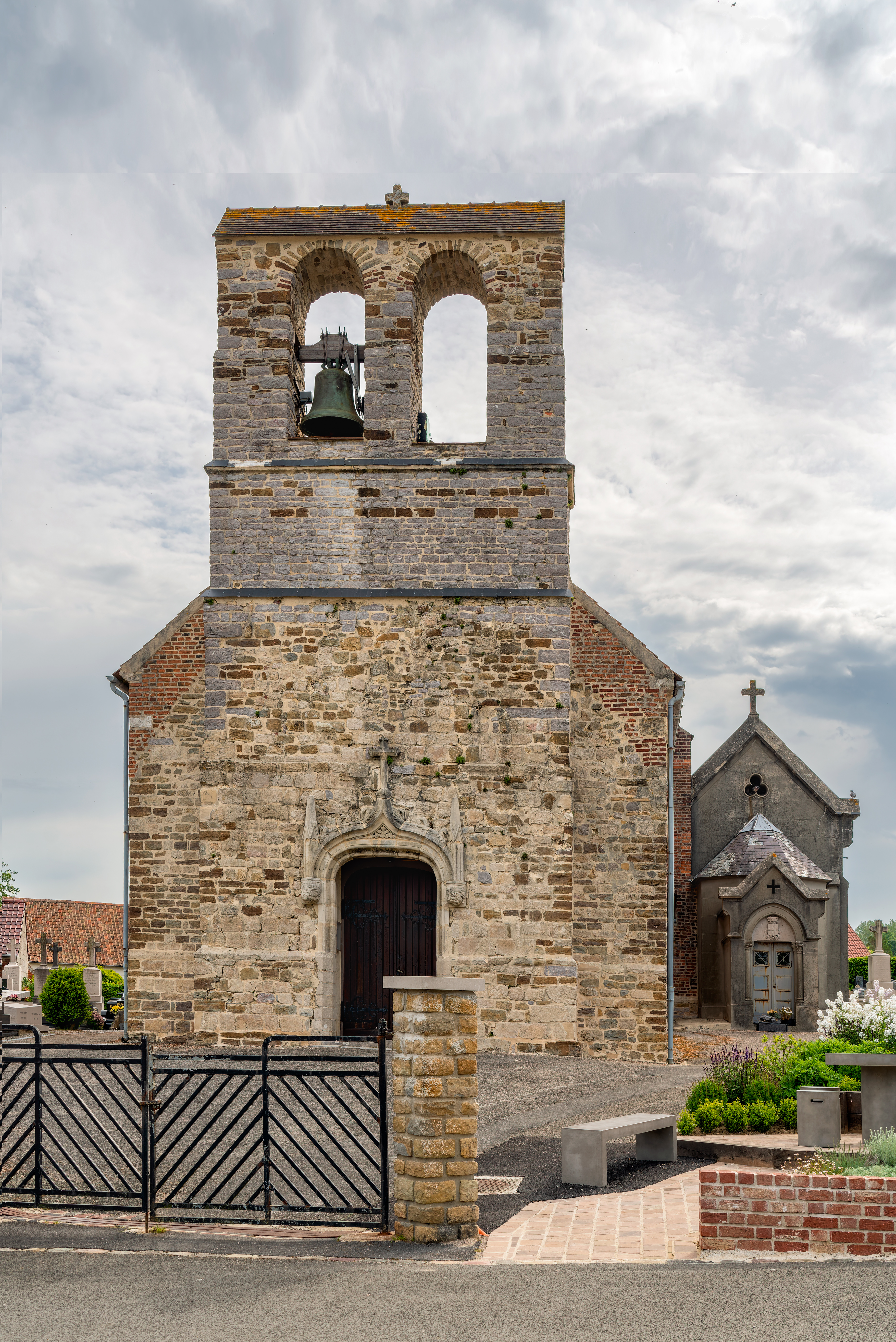
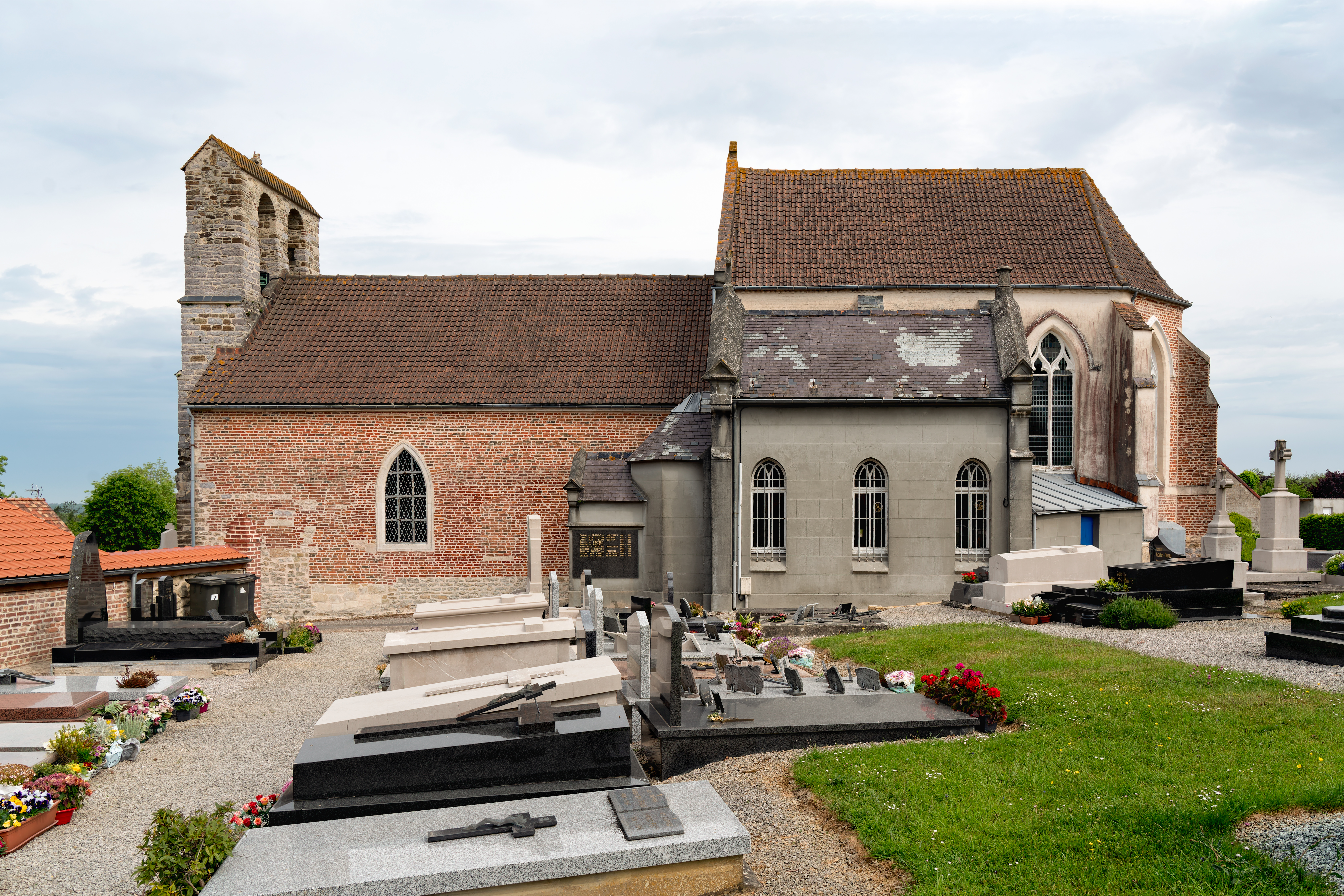
L'église Saint-Leu.
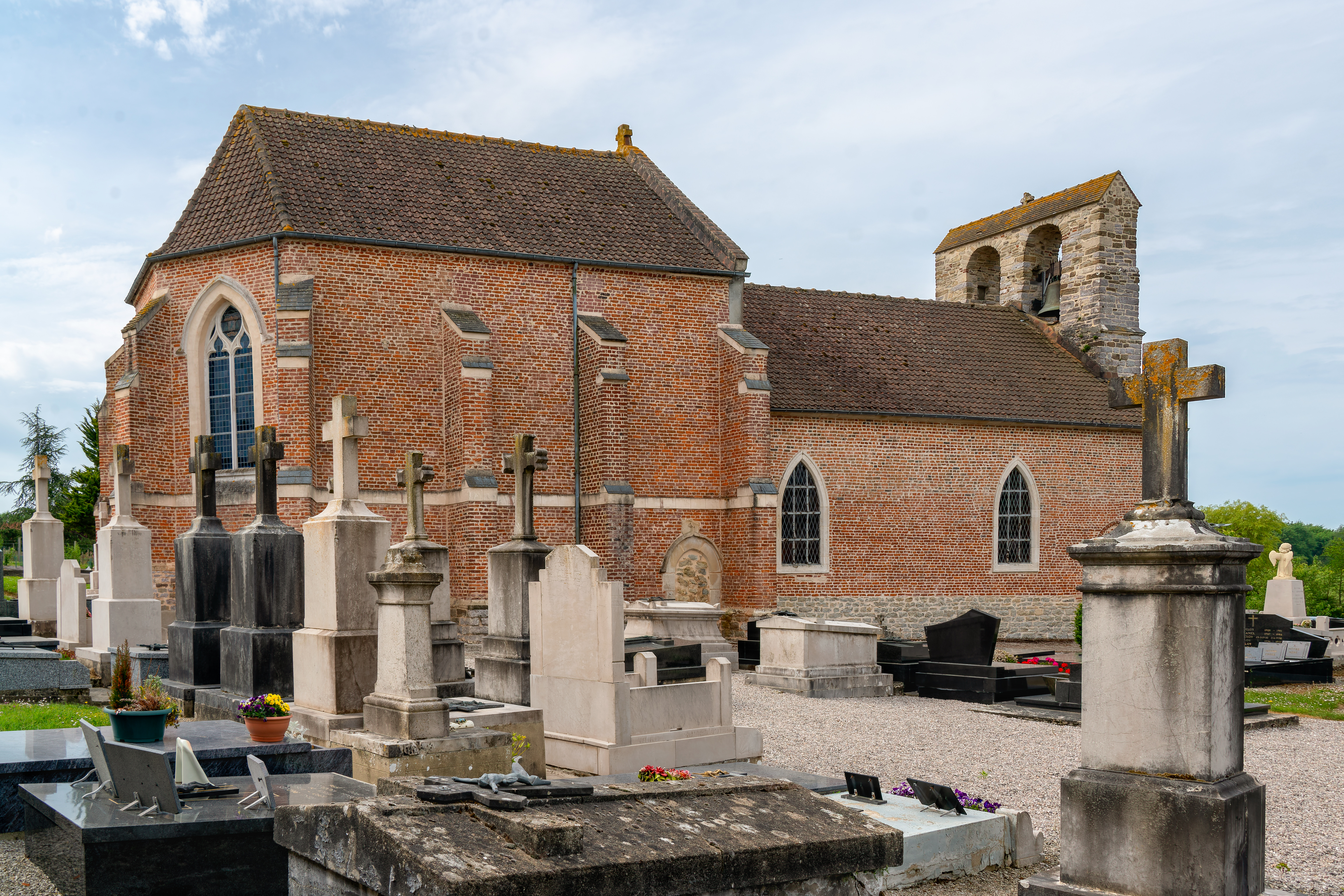

Détails.
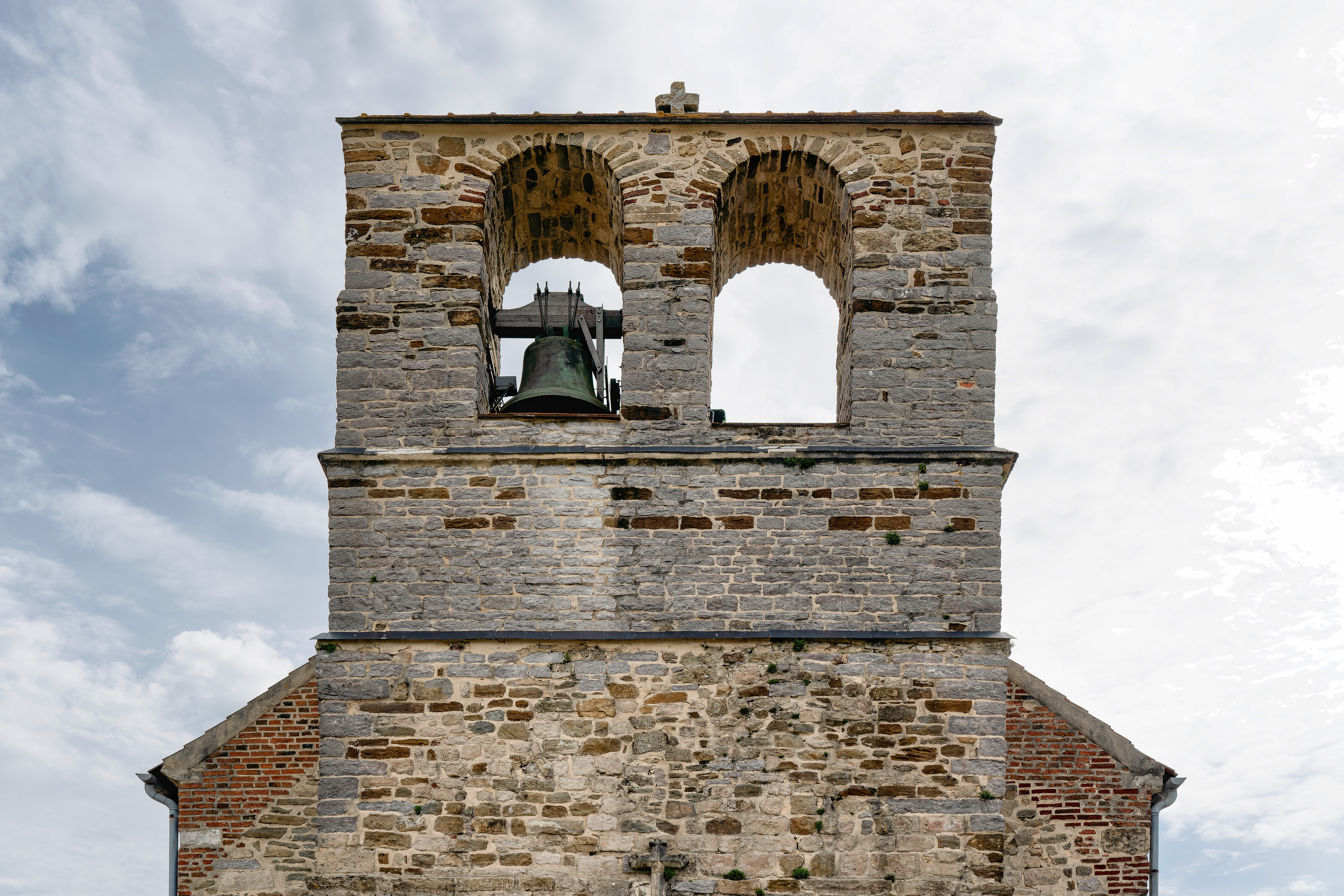
Le clocher-mur.
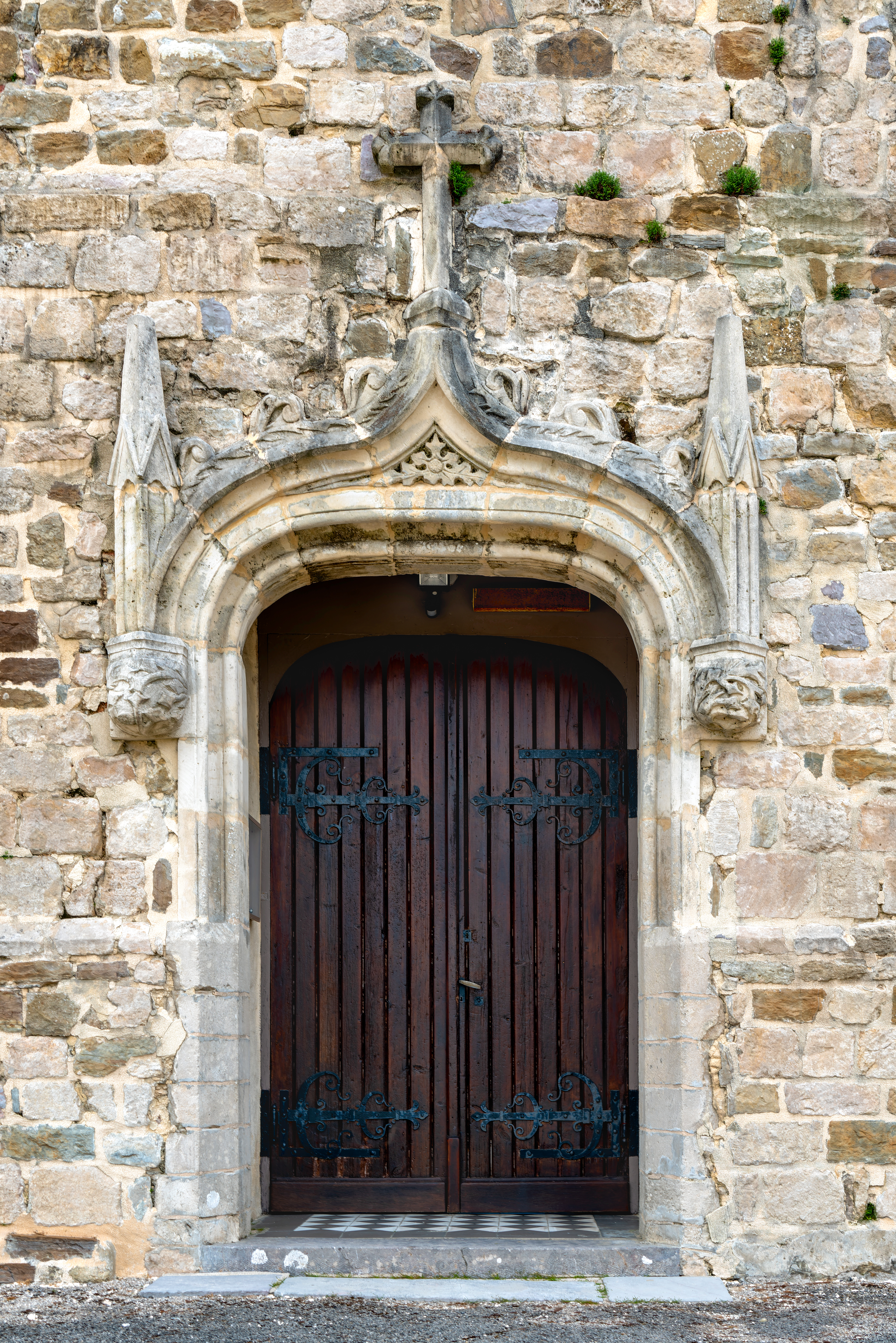
Le porche d'entrée.

- Le monument aux morts[55].

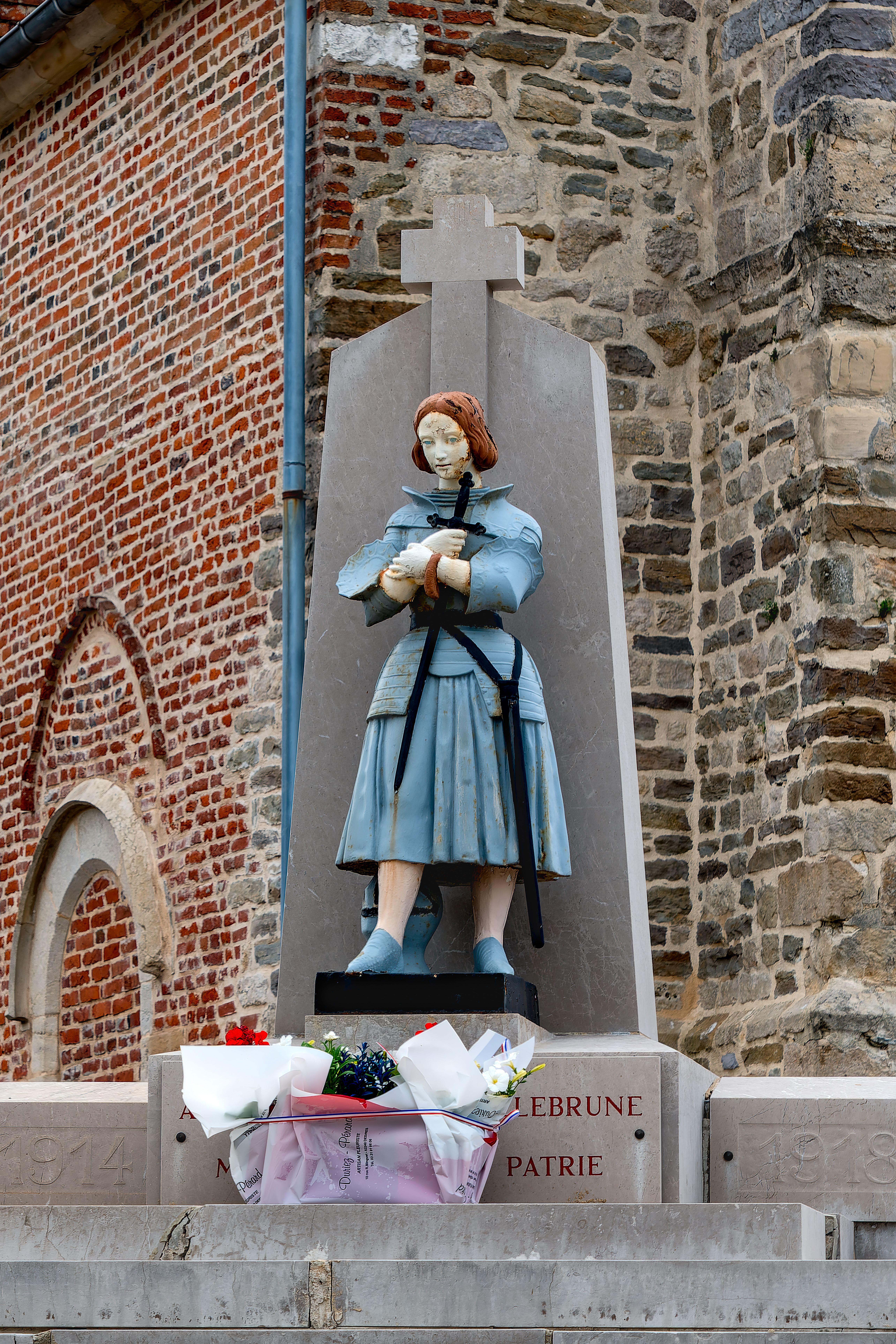
Le monument aux morts.

### Personnalités liées à la commune
- Daniel Haigneré (1824-1893), abbé, historien spécialiste du Pas-de-Calais et président de la commission départementale des monuments historiques du Pas-de-Calais, est né à Bellebrune.

### Héraldique
| Blason de Bellebrune | Blason  | D’argent au lion de sable armé de gueules. |
| Blason de Bellebrune | Détails | Armes de la famille du Bois de Fiennes, ayant donné d'anciens seigneurs du lieu, portait parfois le lion lampassé également de gueules. Le statut officiel du blason reste à déterminer. |

## Pour approfondir